# Distretto di Mueang Nong Khai
Il distretto di Mueang Nong Khai (in thailandese: เมืองหนองคาย) è un distretto (amphoe) della Thailandia, situato nella provincia di Nong Khai, della quale è il capoluogo.